# 稲田年行
稲田 年行（いなだ ねんこう、1925年1月4日 - 2014年2月3日、本名：稻田俊志、いなだ としゆき）は、日本の版画家、浮世絵研究家、郷土玩具収集家、岐阜大学名誉教授、浜松大学教授（ - 2000年）。位階は従四位。
東京美術学校卒、同専修科修了。安井曽太郎に師事。日本美術家連盟会員、大学版画協会会員、竹とんぼの会会員。水府森家の末裔で、森鴻次郎の孫。建築家稲田尚之の兄、版画家松田ハルミの夫、哲学者純丘曜彰、版画家稲田醍伊祐の父。憲法学者小林直樹の甥。

## 叙勲・叙位
- 紺綬褒章
- 瑞宝中綬章, 2004年4月.[1]
- 従四位

## 主な著書
- 『郷土玩具』紙・木・土, 読売新聞社, 1969, 1975.

## 主な作品収蔵美術館
- 国立近代美術館
- 岐阜県美術館
- 町田市立国際版画美術館